# Unguja Norte
Unguja Norte, anteriormente Zanzibar Norte, é uma região da Tanzânia. Sua capital é a cidade de Mkokotoni.